# Кошкентал (Аягозький район)
Кошкента́л (каз. Көшкентал) — село у складі Аягозького району Абайської області Казахстану. Входить до складу Аягозької міської адміністрації.
Населення — 24 особи (2021; 133 у 2009, 102 у 1999, 220 у 1989).
Національний склад станом на 1989 рік:
- казахи — 100 %

Станом на 1989 рік село мало статус станційного селища і називалось Кошкентол.